# Kenny Grant (1982)
Kenneth Grant jr., detto Kenny (Norrköping, 16 marzo 1982), è un ex cestista e allenatore di pallacanestro svedese.
È il figlio di Kenny Grant sr., anch'egli cestista.

## Palmarès
- Campionato svedese: 1

Norrköping Dolphins: 2009-10
- Campionato francese: 1

Nancy: 2010-11
- Match des Champions: 1

Nancy: 2011